# Olympia Snowe
Olympia Jean Snowe (Augusta, 21 de febrero de 1947) es una empresaria y política estadounidense que fue senadora de los Estados Unidos por Maine de 1995 a 2013. Snowe, miembro del Partido Republicano, se hizo conocida por su capacidad para influir en el resultado de votaciones reñidas, como la de poner fin a los filibusteros. En 2006, fue nombrada una de las mejores senadoras de Estados Unidos por la revista Time. A lo largo de su carrera senatorial, fue considerada una de las miembros más moderadas del Senado.

## Primeros años
Snowe nació como Olympia Jean Bouchles en Augusta, Maine, hija de Georgia (de soltera Goranites) y George John Bouchles. Su padre emigró a Estados Unidos desde Esparta, Grecia, y sus abuelos maternos también eran griegos. Es miembro de la Iglesia Ortodoxa Griega.
Cuando tenía ocho años, su madre murió de cáncer de mama, y menos de un año después, su padre falleció de una enfermedad cardíaca. Quedó huérfana y se trasladó a Auburn, para ser criada por sus tíos, un trabajador de una fábrica textil y un barbero, respectivamente, junto con sus cinco hijos. Su hermano John fue criado por separado por otros miembros de la familia. A los pocos años, la enfermedad también se cobraría la vida de su tío. Snowe asistió a la Academia de San Basilio en Garrison, Nueva York, desde el tercer grado hasta el noveno. Una de sus profesoras fue Athena Hatziemmanuel, una notable educadora greco-americana de la escuela. De vuelta a Auburn, asistió al instituto Edward Little antes de ingresar en la Universidad de Maine en Orono, donde se licenció en Ciencias Políticas (1969). Poco después de su graduación, Bouchles se casó con su prometido, el legislador estatal republicano Peter T. Snowe, el 29 de diciembre de 1969, en la ciudad de Nueva York.

## Carrera política inicial
Snowe entró en política y ascendió rápidamente, ganando un puesto en la Junta de Registro de Votantes y trabajando para el congresista (más tarde senador y secretario de Defensa de EE. UU.) William Cohen. La tragedia volvió a golpear a Snowe en 1973, cuando su marido murió en un accidente de coche. A instancias de familiares, amigos, vecinos y líderes locales, Snowe se presentó a la edad de 26 años para ocupar el escaño de su marido en la Cámara de Representantes de Maine y ganó. Fue reelegida a la Cámara en 1974 y, en 1976, ganó la elección al Senado de Maine, en representación del condado de Androscoggin. Ese mismo año, fue delegada en las convenciones republicanas estatal y nacional.

### Cámara de Representantes de los Estados Unidos
Snowe fue elegida para la Cámara de Representantes de EE. UU. en 1978 y representó al 2.º Distrito del Congreso de Maine de 1979 a 1995. El distrito incluía la mayor parte de los dos tercios del norte del estado, incluyendo Bangor y su ciudad natal, Auburn. Fue miembro de las Comisiones de Presupuesto y de Relaciones Internacionales. Snowe votó a favor del proyecto de ley que establecía el Día de Martin Luther King Jr. como fiesta federal en agosto de 1983 y de la Ley de Restauración de los Derechos Civiles de 1987 en marzo de 1988 (así como para anular el veto del Presidente Reagan).
Snowe se casó con John R. McKernan, Jr. entonces gobernador de Maine, en febrero de 1989. Snowe y John McKernan sirvieron juntos en la Cámara de Representantes de los Estados Unidos de 1983 a 1986, McKernan representando el 1er Distrito. Mientras Snowe era primera dama de Maine, de 1989 a 1995, fue miembro del Congreso de los Estados Unidos.
La tragedia volvió a golpear a Snowe en 1991, cuando su hijastro Peter McKernan murió de una dolencia cardíaca a la edad de 20 años.

## Senado de los Estados Unidos

### Elecciones
En 1994, cuando el líder de la mayoría del Senado, George J. Mitchell, declinó presentarse a la reelección, Snowe declaró inmediatamente su candidatura al escaño. El candidato demócrata era su colega de la Cámara de Representantes, el congresista del primer distrito Tom Andrews. Snowe derrotó a Andrews por 60-36%, ganando en todos los condados del estado. Snowe formó parte de la barrida electoral republicana de 1994, cuando el partido republicano se hizo con la Cámara y el Senado por primera vez desde 1954. En el año 2000, Snowe fue fácilmente reelegida sobre el presidente del Senado estatal, Mark Lawrence, aumentando su margen de victoria al 69%-31%. En 2006 se impuso a su oponente demócrata Jean Hay Bright por un 74% a 20,6%. Ganó en todos los condados de Maine en sus tres elecciones.

### Tenencia
Snowe fue una voz importante durante el juicio de destitución del Senado al entonces presidente Bill Clinton en 1999. Ella y su colega la senadora de Maine Susan Collins patrocinaron una moción que habría permitido al Senado votar por separado los cargos y la solución: una resolución de "constatación de hechos". Cuando la moción fracasó, Snowe y Collins votaron a favor de la absolución, argumentando que el perjurio de Clinton no justificaba su destitución. Sus ocasionales rupturas con la administración Bush provocaron los ataques de los republicanos conservadores; el Club for Growth y Concerned Women for America la califican de "republicana solo de nombre" (RINO).
En octubre de 2002, Snowe votó a favor de la guerra de Irak.
En febrero de 2006, TheWhiteHouseProject.org nombró a Snowe una de sus "8 in '08", un grupo de ocho mujeres políticas que podrían presentarse y/o ser elegidas presidentas en 2008.
Snowe votó a favor de las nominaciones de John Roberts, Samuel Alito, Sonia Sotomayor y Elena Kagan al Tribunal Supremo de Estados Unidos.
En abril de 2006, Snowe fue seleccionada por Time como una de las "10 mejores senadoras de Estados Unidos". Fue la única mujer que recibió este reconocimiento. Time elogió a Snowe por su sensibilidad hacia sus electores, señalando también que: "Debido a sus opiniones centristas y a su afán por ir más allá de la puntuación partidista, la republicana de Maine Olympia Snowe está en el centro de todos los debates políticos en Washington". Recibió un título honorífico del Bates College en 1998, y otro de la Universidad de Delaware en 2008. Snowe no faltó a ninguna de las 657 votaciones en el pleno del Senado durante el 110.º Congreso, de 2007 a 2009. Fue una de los ocho senadores que no faltaron a ninguna votación durante esa sesión.
En 2008, mientras Snowe era senadora, se batió el récord del mayor muñeco de nieve del mundo en Bethel (Maine), con un muñeco de nieve que medía 37,21 m de altura y que se llamó Olympia en honor a Snowe.
Snowe es la cuarta mujer que forma parte del Comité de Servicios Armados del Senado y la primera que preside su subcomité de poder marítimo, que supervisa a la Marina y al Cuerpo de Marines. En 2001, Snowe se convirtió en la primera mujer republicana en conseguir un puesto de pleno derecho en la Comisión de Finanzas del Senado.
Snowe fue la mujer republicana más joven elegida para la Cámara de Representantes de los Estados Unidos; también es la primera mujer que ha servido en ambas cámaras de una legislatura estatal y en ambas cámaras del Congreso de los Estados Unidos. Es la primera congresista grecoamericana. Con su matrimonio en 1989 con McKernan, se convirtió en la primera persona en ser simultáneamente miembro del Congreso y primera dama de un estado. Nunca ha perdido unas elecciones en sus 35 años como funcionaria electa, y en las elecciones intermedias al Senado de 2006 ganó con un 73,99% de los votos. Sin embargo, el martes 27 de febrero de 2012, alegando un excesivo partidismo y un ambiente político desalentador, Snowe anunció que no se presentaría a la reelección en noviembre de 2012. Su inesperada decisión supuso un posible golpe para los republicanos, que sólo necesitaban un puñado de escaños para recuperar el control del Senado; Snowe era considerada una de sus titulares más seguras.

### Gang of 14
El 23 de mayo de 2005, Snowe fue uno de los catorce senadores apodados la Banda de los 14, que desactivaron un enfrentamiento entre los demócratas del Senado (que estaban filibusterizando varios nombramientos judiciales) y los líderes republicanos del Senado (que querían utilizar los nombramientos como punto de inflamación para eliminar los filibusterismos en los nombramientos a través de la llamada opción nuclear). El compromiso alcanzado por el Grupo impidió que se produjeran más obstrucciones y que se aplicara la opción nuclear durante el resto del 109.º Congreso; según sus términos, los demócratas conservaron la facultad de obstaculizar la presentación de un candidato judicial de Bush en una "circunstancia extraordinaria", y los candidatos (Janice Rogers Brown, Priscilla Owen y William Pryor) recibieron el voto de la mayoría simple del Senado en pleno. La Banda desempeñó más tarde un papel importante en la confirmación del Presidente del Tribunal Supremo, John Roberts, y del Juez Asociado, Samuel Alito, ya que afirmaron que ninguno de ellos cumplía la disposición de "circunstancias extraordinarias" que figuraba en su acuerdo. Snowe votó finalmente a favor tanto de Roberts como de Alito.

## Posiciones políticas
Snowe comparte una ideología centrista con Susan Collins, su antigua compañera en el Senado por Maine, que aún forma parte de la cámara. Collins se considera "medio giro más conservador" que Snowe. Snowe apoya el derecho al aborto y los derechos de los homosexuales, y aunque anteriormente votó para bloquear la derogación del "Don't ask, don't tell", fue una de los ocho senadores republicanos que votaron a favor de la derogación de la ley el 18 de diciembre de 2010, poniendo fin a esta política. En su campaña de reelección de 2006, fue una de los dos candidatos republicanos al Senado respaldados por la prominente organización de derechos de los homosexuales Human Rights Campaign (el otro fue Lincoln Chafee, de Rhode Island, que se convirtió en demócrata en 2013 y en libertario en 2019). Según GovTrack, Snowe fue el senador republicano más liberal en 2012-13 siendo situado por el análisis de GovTrack a la izquierda de todos los republicanos y de varios demócratas. En 2012, la revista no partidista National Journal dio a Snowe una puntuación compuesta de 57% de conservadores y 43% de liberales.
Snowe apoyó tanto la participación del presidente Clinton en Kosovo como las invasiones del presidente George W. Bush en Afganistán e Irak. En cuestiones fiscales, ha expresado su apoyo a la reducción de impuestos como estímulo económico, aunque se unió a sus compañeros senadores republicanos Lincoln Chafee y John McCain al votar en contra de la Ley de Reconciliación del Crecimiento y el Empleo de 2003. En 2004, se opuso a la aplicación acelerada de los recortes fiscales de Bush alegando preocupaciones presupuestarias, y se unió a los senadores Collins, McCain y Chafee.
Snowe es miembro de la Republican Main Street Partnership y apoya la investigación con células madre. También es miembro de Republicans for Environmental Protection, de Republican Majority for Choice, de Republicans for Choice y de The Wish List (Women In the Senate and House), un grupo de mujeres republicanas favorables al aborto. Su mayor puntuación conservadora compuesta según el National Journal fue un 63% en 2010 y su mayor puntuación liberal compuesta fue un 55,5% en 2006. Votó en contra de la Enmienda Federal al Matrimonio, una enmienda destinada a prohibir el matrimonio homosexual, en 2004. Votó por segunda vez contra la prohibición del matrimonio homosexual en 2006. En 2005 y 2007 votó a favor de la investigación con células madre embrionarias. En 2008, Snowe apoyó al candidato republicano John McCain para la presidencia de Estados Unidos.
En el 111.º Congreso, Snowe apoyó la liberación de fondos adicionales del Troubled Asset Relief Programs (TARP) y la Ley de Reinversión y Recuperación de Estados Unidos. Aunque se opuso a la resolución presupuestaria del presidente Obama, se comprometió a trabajar de forma bipartidista en las cuestiones de la reforma sanitaria y la energía.
En 2007, Olympia Snowe estuvo entre los republicanos que votaron a favor del proyecto de ley McCain-Kennedy para dar la ciudadanía a los inmigrantes indocumentados. Sin embargo, votó en contra del DREAM Act en 2010. También votó a favor de seguir financiando a las "ciudades santuario", votó en contra de eliminar el programa de visados para trabajadores invitados "Y", pero también votó a favor de construir un muro a lo largo de la frontera sur y votó a favor de que el inglés sea el idioma oficial de Estados Unidos.
"En octubre de 2009, Snowe fue la única republicana del Senado que votó a favor del proyecto de reforma sanitaria del Comité de Finanzas". Sin embargo, declaró que podría no apoyar el proyecto de ley final debido a sus fuertes reservas. Snowe fue uno de los tres republicanos que rompieron con su partido y votaron con los demócratas para poner fin al filibusterismo de un proyecto de ley de gastos de defensa; el filibusterismo pretendía retrasar o detener la votación de la legislación sanitaria. En diciembre de 2009, Snowe votó en contra del cloture para dos mociones de procedimiento y, en última instancia, en contra del proyecto de ley de reforma sanitaria del Senado. Snowe volvió a votar en contra de la reforma sanitaria cuando votó "no" a la Ley de Reconciliación de la Sanidad y la Educación de 2010.
Cuando Snowe anunció en febrero de 2012 que no se presentaría a la reelección, se informó de que ella y el demócrata Ben Nelson, que tampoco se presentó a la reelección, eran los que más se acercaban entre los dos miembros del Senado de Estados Unidos.
En 2012, Snowe apoyó al candidato republicano Mitt Romney para la presidencia de los Estados Unidos. Tras dejar el Senado, Snowe anunció su apoyo al matrimonio entre personas del mismo sexo.
Snowe forma parte del consejo de administración de la empresa de asesoría de inversiones T. Rowe Price desde 2013. Se opuso a Donald Trump como candidato del Partido Republicano en 2016. Dijo que Jeb Bush y Hillary Clinton eran los candidatos presidenciales menos partidistas de 2016.
El 8 de noviembre de 2020, cinco días después de las elecciones, mientras el presidente Trump y algunos otros miembros del Partido Republicano afirmaban falsamente que había ganado las elecciones, Snowe felicitó al presidente electo Joe Biden y a la vicepresidenta electa Kamala Harris. El 9 de enero de 2021, tras el asalto al Capitolio de los Estados Unidos, pidió al presidente Trump que "renuncie a su cargo ahora para permitir que nuestra nación comience a sanar y se prepare para la transición a la presidencia de Biden."